# 1,5-Grad-Ziel

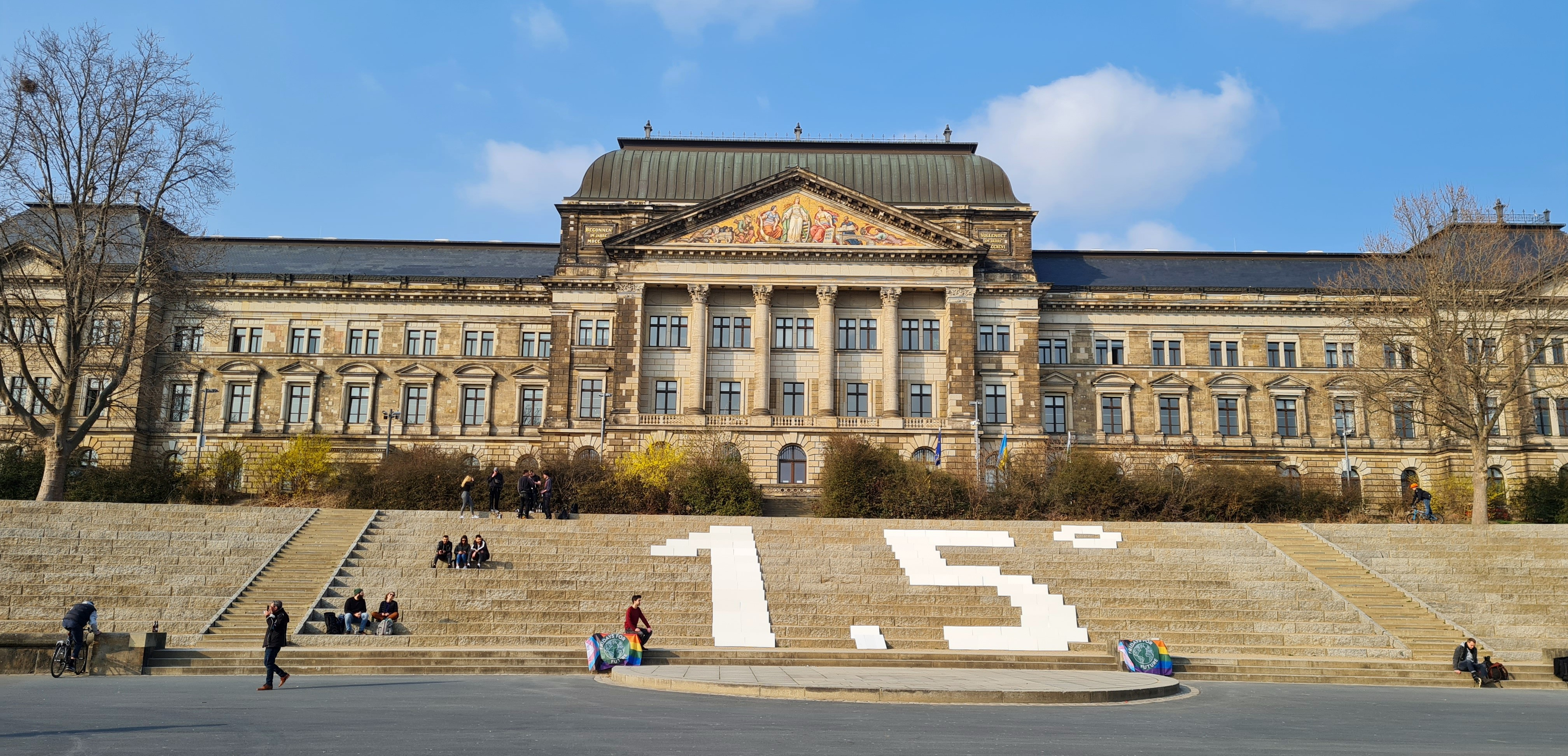
Schriftzug „1,5 °“ am Neustädter Elbufer in Dresden für das Einhalten des 1,5-Grad-Ziels von Fridays for Future (2022)

1,5-Grad-Ziel (auch 1,5-Grad-Grenze) nennt man das Klimaziel, den menschengemachten globalen Temperaturanstieg durch den Treibhauseffekt im 20-Jahresmittel auf 1,5 Grad Celsius zu begrenzen, gerechnet vom Beginn der Industrialisierung bis zum Jahr 2100. Als vorindustriell wird der Mittelwert der Jahre 1850 bis 1900 verwendet.
Fast alle Staaten der Erde haben auf der 21. UN-Klimakonferenz 2015 (COP 21) mit dem Übereinkommen von Paris einen Vertrag unterzeichnet, nach dem sie Anstrengungen zum Erreichen des 1,5-Grad-Ziels unternehmen wollen. Gemäß einem Sonderbericht des Weltklimarats IPCC wäre die Einhaltung des 1,5-Grad-Zieles deutlich günstiger, als wenn nur das Zwei-Grad-Ziel erreicht werden könnte. Jedoch reichen die vor 2023 unternommenen Bemühungen die Treibhausgasemissionen zu mindern, nach Einschätzung des Weltklimarates bei weitem nicht aus. Ohne eine sofortige Verstärkung der Maßnahmen könnte die Welt sich im Laufe der nächsten 70 Jahre um rund 3,2 °C erwärmen, mit katastrophalen Folgen für Mensch und Umwelt.
Die 1,5-Grad-Temperaturschwelle wird laut Weltorganisation für Meteorologie (WMO) zwischen 2023 und 2027 wahrscheinlich in mindestens einem Jahr überschritten werden; die internationale Gemeinschaft bewege sich laut Umweltprogramm der Vereinten Nationen (UNEP) bei vollständiger Umsetzung ihrer derzeitigen, nicht von Vorbedingungen abhängigen Klimaschutzzusagen auf eine gefährliche Erderwärmung um bis zu 2,9 Grad zu. 2023 lag die globale Durchschnittstemperatur 1,45 °C über dem vorindustriellen Mittelwert und nur noch knapp unter der 1,5-Grad-Schwelle. Erstmals in einer 12-Monats-Periode übertroffen wurde dieser Wert von Februar 2023 bis Januar 2024. In der 12-Monats-Periode von Juni 2023 bis Mai 2024 lag die globale Durchschnittstemperatur bereits 1,63 °C über dem vorindustriellen Niveau. Auf das Kalenderjahr gesehen lag die globale Jahresmitteltemperatur erstmals 2024 mehr als 1,5 °C über dem Mittelwert des vorindustriellen Vergleichszeitraums. Die WMO prognostiziert für den 5-Jahres-Durchschnitt 2025–2029 einen Temperaturanstieg nahe 2 °C.

## Erreichbarkeit
In einer Studie von 2017 wurden die Chancen für das Erreichen des 1,5-Grad-Ziels als niedrig eingestuft. Damals nahm man an, dass selbst ohne weitere Treibhausgasemissionen die globale Durchschnittstemperatur noch auf mindestens 1,1 Grad Celsius gegenüber der vorindustriellen Zeit steigen wird, und mit einer Wahrscheinlichkeit von 13 % sogar auf 1,5 °C oder darüber hinaus. Eine zweite Studie aus dem gleichen Jahr hält selbst eine Begrenzung der Erderwärmung auf 2 Grad bis 2100 für unwahrscheinlich, geschweige denn auf 1,5 Grad. Nach damaligen Modellen, die sich unter anderem auf Voraussagen über das Bruttoinlandsprodukt pro Einwohner und die Bevölkerungsentwicklung verließen, wurde die Wahrscheinlichkeit für das Erreichen dieses Ziels auf gerade einmal ein Prozent geschätzt.
Der im Oktober 2018 veröffentlichte Sonderbericht 1,5 °C globale Erwärmung des IPCC kommt allerdings zu dem Ergebnis, das 1,5-Grad-Ziel sei noch erreichbar. Dazu müsste der CO2-Ausstoß der Menschheit noch lange vor 2030 deutlich zu sinken beginnen und ab etwa dem Jahr 2050 netto null Emissionen erreichen. Um den Treibhausgasausstoß in dieser relativ kurzen Zeit zu senken, braucht es einen Wandel weg von fossiler Energie hin zu erneuerbaren Energiequellen und zu einer überwiegend pflanzenbasierten Ernährungsweise. Gleichzeitig sind anhaltende negative Emissionen im Ausmaß von 100 bis 1000 Milliarden Tonnen CO2 bis Ende des Jahrhunderts erforderlich, was dem 2,5- bis 25-fachen der jährlichen CO2-Emissionen von etwa 40 Gigatonnen entspricht. Eine Möglichkeit, dies auf natürliche Weise zu tun, sind Kohlendioxid-Entnahmemaßnahmen (CDR) in Zusammenhang mit Landwirtschaft, Forstwirtschaft und anderer Landnutzung (AFOLU) wie beispielsweise Aufforstungen oder Moorwiedervernässungen, in den meisten modellierten Emissionpfaden des IPCC reicht das jedoch nicht. Auch das Abscheiden und Speichern von Kohlendioxid müsste genutzt werden, um die Erde nach einem Überschießen der 1,5-Grad-Marke wieder herunter zu kühlen. Dabei schreibt der Weltklimarat selbst, dass „bisher noch nicht bestätigt ist, dass solche Technologien im großen Maßstab funktionieren“.
Eine 2023 erschienene Prognose attestiert, dass das 1,5-Grad-Ziel selbst in positiveren Szenarien wahrscheinlich zwischen 2033 und 2035 gerissen werde. Ein im gleichen Jahr erschienener Report schätzt die Einhaltung des 1,5-Grad-Ziels und der Dekarbonisierung bis 2050 als „nicht plausibel“ ein.
Eine 2023 erschienene Fallstudie zu London legt nahe, dass der mithin größte Beitrag von Großstädten zum Erreichen des 1,5-Grad-Ziels in der drastischen Reduktion des privaten Kraftfahrzeugverkehrs liege. Die Wissenschaftler empfehlen einen Maßnahmenmix in Form von nachbarschaftlichem Carsharing, der Umgestaltung von Straßenland nach Vorbild des Superblocks, flächendeckende Nahversorgung nach Vorbild der 15-Minuten-Stadt, den Stopp großer Straßenbauprojekte sowie dynamische Straßenmaut für besonders stau- oder gesundheitsbelastete Bereiche.
Die weltweit geplanten Fördermengen an Kohle, Öl und Gas übersteigen weiterhin deutlich das für eine Eindämmung des Klimawandels zulässige Maß. Aufgrund der bisher unwiderlegten Korrelation von CO2e-Emissionen und Wirtschaftswachstum werden zur Einhaltung von 1,5- und 2-Grad-Ziel auch wachstumskritische Maßnahmen zur Verringerung der Wachstumsrate als zentral angesehen. Laut Forschungen um Jason Hickel stünden beispielsweise die Wachstumsziele des Internationalen Währungsfonds (IMF) den Zielen entgegen.
Jüngere Arbeiten weisen darauf hin, dass die Erreichbarkeit des 1,5-Grad-Ziels durch das nachträgliche Entziehen von CO2e-Emissionen aus der Erdatmosphäre (Overshoot-Szenario) in der Klimaforschung aufgrund letztlich irreversibler Effekte überschätzt worden sei. Laut einer Umfrage des britischen Guardian erwarteten Anfang 2024 nur noch gut 5 Prozent der befragten mehreren hundert Klimaforscher eine Einhaltung des 1,5-Grad-Ziels.

## Vorteile gegenüber 2-Grad-Ziel
Der Sonderbericht des IPCC zu 1,5 °C globaler Erwärmung trifft u. a. folgende Kernaussagen zu den Folgen einer globalen Erwärmung um 1,5 °C im Vergleich zu denen einer Erderhitzung um 2 °C:
1. Eine weniger starke Zunahme von Durchschnittstemperaturen, Hitzeextremen, Dürren, Starkniederschlägen und Niederschlagsdefiziten.
2. Der Meeresspiegel würde bei Erreichen des 1,5-Grad-Ziels um 0,1 Meter weniger ansteigen als beim Erreichen des 2-Grad-Ziels. Ausgehend von den Bevölkerungszahlen von 2010 und ohne Anpassungsmaßnahmen würden bei 2° Erwärmung bis zu 10 Millionen Menschen mehr vom Meeresspiegelanstieg betroffen sein. Er wird auch nach diesem Jahrhundert selbst bei einer Einhaltung des 1,5-Grad-Ziels weiter steigen, allerdings mit geringerer Geschwindigkeit als bei 2 °C globaler Erwärmung.
3. Es würden weniger Arten aussterben, die Schäden an Ökosystemen an Land, im Süßwasser und an Küsten wären geringer, so dass mehr von ihren Ökosystemdienstleistungen erhalten blieben.
4. Eine geringere Erwärmung und Versauerung der Ozeane mit einem geringeren Rückgang des Sauerstoffgehalts im Meer und damit verbunden ein geringerer Rückgang der Artenvielfalt und der Fischereierträge. Ein Sommer ohne Meereis in der Arktis würde statistisch betrachtet nur einmal im Jahrhundert anstatt einmal im Jahrzehnt auftreten.
5. Geringere Risiken für die menschliche Gesundheit und Sicherheit, die Lebensgrundlagen, Nahrungsmittel- und Wasserversorgung und für das Wirtschaftswachstum.
6. Es wären weniger Anpassungen an das neue Klima nötig. Die Grenzen der Anpassungskapazität mancher menschlicher und natürlicher Systeme sind bei 1,5 Grad globaler Erwärmung erreicht, jedoch fallen die Verluste durch das Überschreiten der Grenzen der Anpassung an den Klimawandel geringer aus als bei 2 Grad globaler Erwärmung.[17]

Das Risiko, Kippelemente im Erdklimasystem und unkontrollierbare Kettenreaktionen auszulösen, ist bei einer Erwärmung um 1,5 °C deutlich geringer. Kippelemente der Kryosphäre könnten, so eine Reihe von Forschern in einem 2019 veröffentlichten Kommentar, schon gefährlich nahe sein. Bei einer Erwärmung von 1,5 °C bis 2 °C könnten der Grönländische Eisschild oder das arktische Meereis abschmelzen. Für den Westantarktischen Eisschild könnte der Kipppunkt bereits heute überschritten sein, eine Erwärmung um 1,5 °C würde den Schmelzprozess aber im Vergleich zu 2 °C globaler Erwärmung um den Faktor zehn verlangsamen und eine Anpassung an einen stark steigenden Meeresspiegel erleichtern. Möglicherweise ist das CO2-Budget von 500 Milliarden Tonnen für eine 50-prozentige Chance, das 1,5-Grad-Ziel zu erreichen, aber inzwischen schon aufgebraucht.
Gegenüber der derzeit vom Weltklimarat angenommenen globalen Erwärmung könnte die Einhaltung des 1,5-Grad-Ziels 80 Prozent weniger Menschen zur Klimamigration zwingen, da weniger Teile der Erde unbewohnbar würden. Laut CAN Europe ist eine 1,5-Grad-Ziel kompatible Ausrichtung Europas mit einem Einsparpotenzial von einer Billion Euro bis 2030 verbunden.

## Beurteilung in der Klimaschutzbewegung

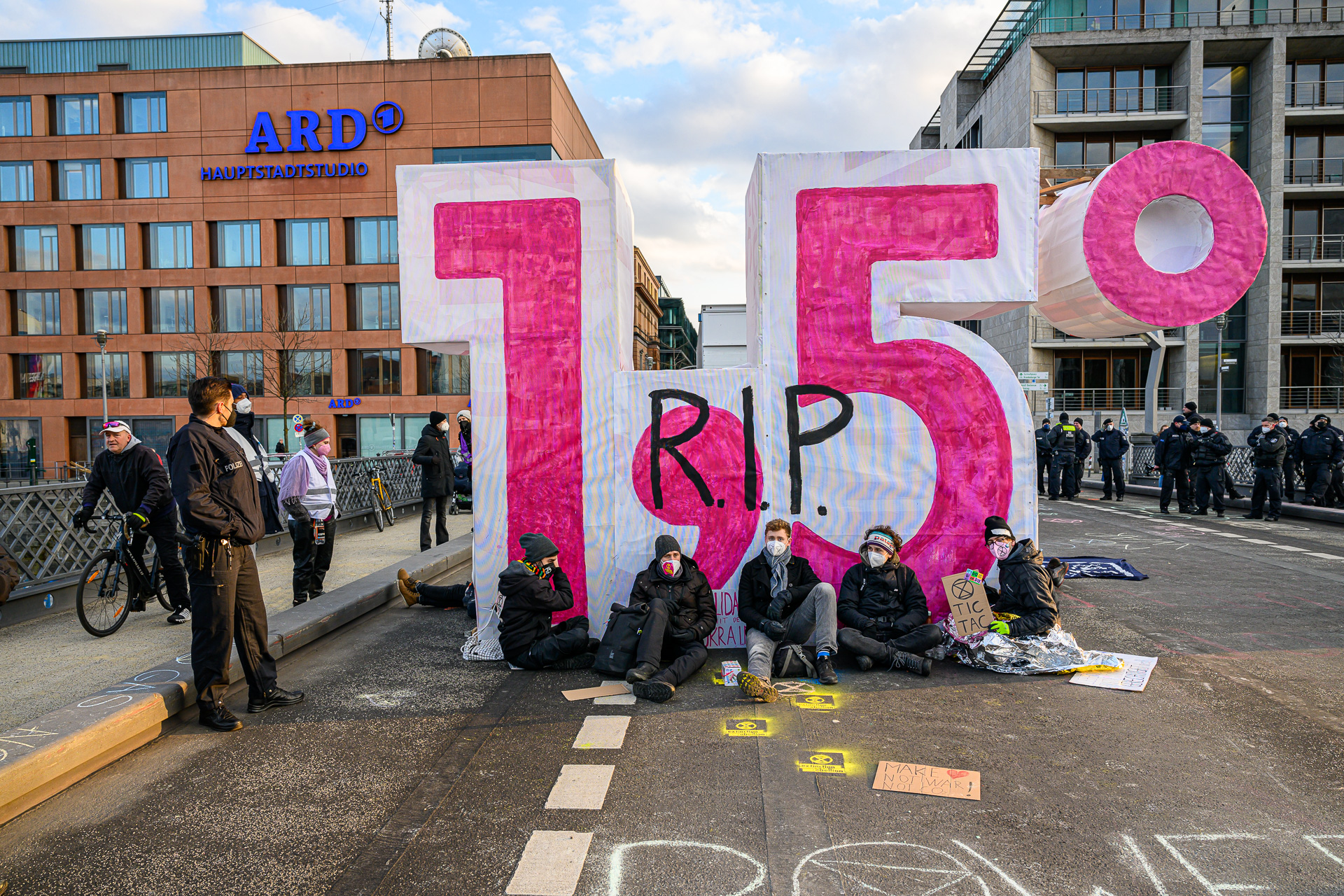
Aktivisten von Extinction Rebellion weisen auf das drohende Verfehlen des Ziels hin („1,5 ° R.I.P.“) (2022)

Aufgrund der niedrigen Konfidenz des Weltklimarats und Klimaforschenden bezüglich der Erreichbarkeit plädieren verschiedene Gruppierungen wie Scientist Rebellion, das 1,5-Grad-Ziel für politisch gescheitert zu erklären. Direktdemokratische Initiativen wie Klimaneustart, Initiator des Volksbegehrens Berlin 2030 klimaneutral, heben hervor, die Dekarbonisierung in Industrienationen müsse zur Gefahrenabwehr dennoch 1,5-Grad-konform umgesetzt werden.
Die Politologen Wim Carton und Andreas Malm (beide Universität Lund) werfen Vertretern der Klimawissenschaften vor, die Erreichbarkeit des 1,5-Grad-Ziels zu lange zur Grundlage ihrer Simulationen gemacht zu haben und dabei unplausible Grundannahmen gewählt zu haben, die von realen Szenarien abgelenkt hätten.

## Verwendung als Slogan
Die Wörter „1,5 Grad“ oder „1,5 °“ werden von Aktivisten häufig als Slogan verwendet, etwa von Fridays for Future seit Juli 2022 als Schriftzug „Wir alle für 1,5 °C“ auf dem Asphalt der Hamburger Mönckebergstraße oder bei der Besetzung von Lützerath ab 2022 („1,5°C heißt: Lützerath bleibt!“).